# Congar de Congresbury
Congar (Cumgar o Cungar; en galés: Cyngar; en latín: Concarius) (c. 470 - 27 de noviembre de 520), fue un abad galés y supuesto obispo en Somerset, en el reino británico de Somerset.
Congar creció en Pembrokeshire y viajó a través del Canal de Brístol para fundar un monasterio en Cadbury Hill en Congresbury en Somerset. Dio su nombre a este pueblo y a la iglesia parroquial de Badgworth. Esto supuestamente se convirtió en el centro de un obispado que precedió a la Diócesis de Bath y Wells. La leyenda dice que su bastón echó raíces cuando lo arrojó al suelo y el tejo resultante se puede ver hasta el día de hoy. Más tarde regresó a Gales, pero murió en una peregrinación a Jerusalén.
La parroquia de Congresbury afirmó haber consagrado el cuerpo de Congar durante la Edad Media y lo mencionó en varias guías de peregrinos. Parece que no hubo reclamantes rivales por sus reliquias. El propio Congresbury se menciona por primera vez en La vida de Alfred de Asser como un monasterio celta abandonado, probablemente relacionado con Congar. Aunque es un santo menor, se le menciona en una letanía de Winchester alrededor de 1060, y su día festivo se registró en la mayoría de los calendarios medievales de Somerset.
También se pueden encontrar iglesias dedicadas a Congar en Breizh y Cornualles, donde se dice que fue un ermitaño en Saint Ingunger, en la parroquia de Lanivet.